# Campionati mondiali di sollevamento pesi 2019 - 102 kg maschile
Le gare di sollevamento pesi della categoria fino a 102 kg maschile — pesi massimi primi — dei campionati mondiali del 2019 si sono svolte il 25 settembre 2019 a Pattaya presso l'Eastern National Sports Training Center.

## Programma
L'orario indicato corrisponde a quello thailandese (UTC+07:00)
| Data              | Orario | Evento   |
| ----------------- | ------ | -------- |
| 25 settembre 2019 | 12:00  | Gruppo B |
| 25 settembre 2019 | 20:25  | Gruppo A |

## Medagliati
Per ciascun esercizio, i primi tre classificati sono i seguenti:
| Esercizio | Oro              | Oro    | Argento          | Argento | Bronzo           | Bronzo |
| --------- | ---------------- | ------ | ---------------- | ------- | ---------------- | ------ |
| Strappo   | Jin Yun-seong    | 181 kg | Jaŭhen Cichancoŭ | 180 kg  | Samvel Gasparyan | 178 kg |
| Slancio   | Reza Dehdar      | 219 kg | Jaŭhen Cichancoŭ | 218 kg  | Dmytro Čumak     | 217 kg |
| Totale    | Jaŭhen Cichancoŭ | 398 kg | Jin Yun-seong    | 397 kg  | Reza Dehdar      | 394 kg |

## Record
Prima di questa competizione, i record mondiali esistenti erano i seguenti:
| Record mondiale | Strappo | Mondiale standard | 191 kg | — | 1º novembre 2018 |
| Record mondiale | Slancio | Mondiale standard | 231 kg | — | 1º novembre 2018 |
| Record mondiale | Totale  | Mondiale standard | 412 kg | — | 1º novembre 2018 |

## Risultati
| Pos. | Atleta                     | Gr. | Peso atleta | Strappo (kg) | Strappo (kg) | Strappo (kg) | Strappo (kg) | Slancio (kg) | Slancio (kg) | Slancio (kg) | Slancio (kg) | Totale   |
| Pos. | Atleta                     | Gr. | Peso atleta | 1            | 2            | 3            | Pos.         | 1            | 2            | 3            | Pos.         | Totale   |
| ---- | -------------------------- | --- | ----------- | ------------ | ------------ | ------------ | ------------ | ------------ | ------------ | ------------ | ------------ | -------- |
|      | Jaŭhen Cichancoŭ (BLR)     | A   | 100.00      | 175          | 180          | 182          |              | 212          | 213          | 218          |              | 398      |
|      | Jin Yun-seong (KOR)        | A   | 101.90      | 176          | 181          | 183          |              | 211          | 216          | 219          | 4            | 397      |
|      | Reza Dehdar (IRI)          | A   | 97.65       | 167          | 172          | 175          | 6            | 208          | 217          | 219          |              | 394      |
| 4    | Dmytro Čumak (UKR)         | A   | 101.40      | 176          | 176          | 176          | 4            | 213          | 217          | 217          |              | 393      |
| 5    | Samvel Gasparyan (ARM)     | A   | 101.70      | 171          | 175          | 178          |              | 212          | 216          | 216          | 6            | 390      |
| 6    | Han Jung-hoon (KOR)        | A   | 97.95       | 160          | 160          | 164          | 10           | 205          | 214          | 219          | 5            | 378      |
| 7    | Reza Beiranvand (IRI)      | A   | 101.00      | 170          | 175          | 176          | 7            | 206          | 214          | 216          | 8            | 376      |
| 8    | Aleksandr Kibanov (RUS)    | A   | 101.30      | 158          | 163          | 167          | 9            | 199          | 204          | 209          | 7            | 376      |
| 9    | Andrei Arlionak (BLR)      | A   | 101.90      | 168          | 171          | 175          | 5            | 195          | 200          | 203          | 12           | 375      |
| 10   | Irakli Chkheidze (GEO)     | A   | 101.70      | 163          | 167          | 167          | 11           | 198          | 204          | 213          | 10           | 367      |
| 11   | Artur Mugurdumov (ISR)     | B   | 100.65      | 155          | 156          | 160          | 12           | 193          | 198          | 205          | 9            | 365      |
| 12   | Sunnatilla Usarov (UZB)    | A   | 101.90      | 168          | 173          | 173          | 8            | 190          | 195          | 200          | 14           | 363      |
| 13   | Kostiantyn Reva (UKR)      | A   | 101.90      | 158          | 158          | 163          | 14           | 200          | 208          | 208          | 11           | 358      |
| 14   | Resul Elvan (TUR)          | B   | 101.35      | 154          | 158          | 162          | 13           | 192          | 196          | 198          | 13           | 356      |
| 15   | Leho Pent (EST)            | B   | 101.45      | 150          | 154          | 156          | 15           | 190          | 195          | 196          | 15           | 346      |
| 16   | Jiří Gasior (CZE)          | B   | 101.50      | 144          | 148          | 150          | 17           | 185          | 191          | 191          | 16           | 335      |
| 17   | Simon Darville (DEN)       | B   | 98.65       | 140          | 145          | 148          | 18           | 175          | 180          | 185          | 17           | 328      |
| 18   | Hernán Viera (PER)         | B   | 102.00      | 130          | 135          | 138          | 19           | 170          | 175          | 190          | 18           | 313      |
| 19   | Seamus O'Conchubhair (IRL) | B   | 102.00      | 125          | 130          | 130          | 21           | 163          | 168          | 171          | 19           | 301      |
| 20   | Ruben Burger (RSA)         | B   | 96.50       | 130          | 130          | 135          | 20           | 160          | 165          | 170          | 20           | 300      |
| —    | Mohanad Abdul-Hasan (IRQ)  | B   | 101.35      | 152          | 152          | 156          | 16           | 190          | 192          | 192          | —            | —        |
| —    | Bokang Kagiso (BOT)        | B   | 98.50       | 135          | 135          | 135          | —            | —            | —            | —            | —            | —        |
| —    | Mehdi Armilat (MAR)        | B   | ritirato    | ritirato     | ritirato     | ritirato     | ritirato     | ritirato     | ritirato     | ritirato     | ritirato     | ritirato |